# Lattanzio Gambara

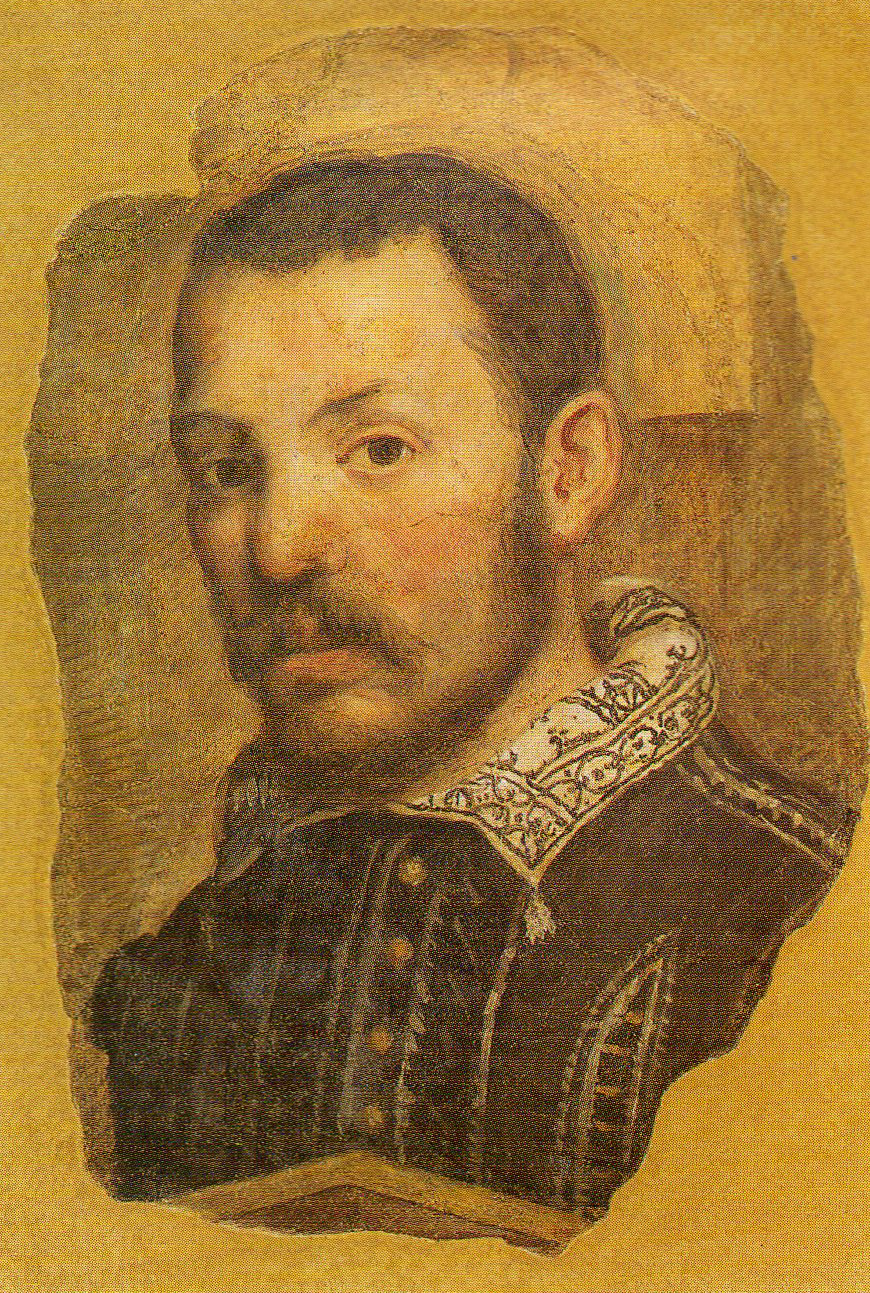
Selbstporträt Lattanzio Gambara

Lattanzio Gambara (* 1530 in Brescia; † 18. März 1574 ebenda) war ein italienischer Maler und Zeichner der Renaissance. Als Sohn eines Schneiders geboren, ging er bei Giulio Campi in die Lehre, der ihn 15-jährig in Cremona aufnahm. Ab 1549 arbeitete er mit seinem späteren Schwiegervater Girolamo Romanino in Brescia zusammen. Er war vor allem als Kirchenmaler und Fresko-Maler tätig. 1574 starb er an den Folgen eines Sturzes von einem Gerüst.